# Fonds d'actions
 (juillet 2024).
Si vous disposez d'ouvrages ou d'articles de référence ou si vous connaissez des sites web de qualité traitant du thème abordé ici, merci de compléter l'article en donnant les références utiles à sa vérifiabilité et en les liant à la section « Notes et références ».
Un fonds d'actions est un fonds de placement dont l'actif est composé d'actions. Il se distingue d'autres types tels les fonds d'obligations ou les fonds du marché monétaire.

## Définition
Un fonds d'actions est un type de fonds de placement en commun qui a pour mandat d'obliger le gestionnaire du portefeuille à investir l'argent des investisseurs dans des actions.